# Roser Tarragó
Roser Tarragó Aymerich (ur. 25 marca 1993 w Barcelonie) – hiszpańska piłkarka wodna, reprezentantka Hiszpanii, dwukrotna wicemistrzyni olimpijska z Londynu w 2012 i z Tokio w 2021, mistrzyni świata i Europy oraz mistrzyni świata juniorek.

## Życie prywatne
Studiowała socjologię na Uniwersytecie Kalifornijskim w Berkeley.

## Kariera reprezentacyjna
Od 2009 reprezentuje Hiszpanię na zawodach międzynarodowych. Z reprezentacją uzyskała następujące wyniki:
| Rok  | Impreza                                         | Miejsce        | Pozycja    |      |                                                 |                 |            |
| ---- | ----------------------------------------------- | -------------- | ---------- | ---- | ----------------------------------------------- | --------------- | ---------- |
| Rok  | Impreza                                         | Miejsce        | Pozycja    | 2009 | Mistrzostwa Świata Juniorek w Piłce Wodnej 2009 | Chanty-Mansyjsk | 8. miejsce |
| 2011 | Mistrzostwa Świata Juniorek w Piłce Wodnej 2011 | Triest         | 1. miejsce |      |                                                 |                 |            |
| 2012 | Letnie Igrzyska Olimpijskie 2012                | Londyn         | 2. miejsce |      |                                                 |                 |            |
| 2013 | Mistrzostwa Świata w Pływaniu 2013              | Barcelona      | 1. miejsce |      |                                                 |                 |            |
| 2013 | Mistrzostwa Świata Juniorek w Piłce Wodnej 2013 | Wolos          | 2. miejsce |      |                                                 |                 |            |
| 2015 | Mistrzostwa Świata w Pływaniu 2015              | Kazań          | 7. miejsce |      |                                                 |                 |            |
| 2016 | Letnie Igrzyska Olimpijskie 2016                | Rio de Janeiro | 5. miejsce |      |                                                 |                 |            |
| 2019 | Mistrzostwa Świata w Pływaniu 2019              | Gwangju        | 2. miejsce |      |                                                 |                 |            |
| 2020 | Mistrzostwa Europy w Piłce Wodnej 2020          | Budapeszt      | 1. miejsce |      |                                                 |                 |            |
| 2021 | Letnie Igrzyska Olimpijskie 2020                | Tokio          | 2. miejsce |      |                                                 |                 |            |